# نامیدیا (پنسیلوانیا)
نامیدیا (به انگلیسی: Numidia) یک منطقهٔ مسکونی در ایالات متحده آمریکا است که در شهرستان کلمبیا، پنسیلوانیا واقع شده‌است. نامیدیا ۲٫۷۵ کیلومتر مربع مساحت و ۲۴۴ نفر جمعیت دارد و ۳۰۰٫۸۴ متر بالاتر از سطح دریا واقع شده‌است.